# Diómedes Arias Schreiber
Diómedes Arias Schreiber (Lima, 9 de octubre de 1888-Ibídem, 11 de abril de 1959) fue un abogado, jurista, docente universitario, diplomático y político peruano. Fue ministro de Justicia y Culto (1936 y 1937-1939), ministro accidental de Relaciones Exteriores (1936 y 1937) y ministro de Gobierno y Policía (1939).

## Biografía
Fue hijo de Diómedes Arias de Arriaga (decano del Colegio de Abogados de Lima) y de la dama huaracina Edelmira Hortensia Schreiber Waddington (hermana de Germán Schreiber Waddington, Presidente del Consejo de Ministros entre 1910 y 1915). Hermano de Max Arias Schreiber, médico. Estudió en el Colegio de la Inmaculada, para luego ingresar a la Facultad de Letras de la Universidad Mayor de San Marcos. Se graduó como abogado en 1910.
En 1921, se casó con Delia del Busto de la Maza, con quien tuvo tres hijos.
Fue catedrático titular de Derecho Procesal Civil de la Universidad de San Marcos. En 1931 fue elegido decano del Colegio de Abogados de Lima.
Fue teniente alcalde del Concejo Provincial de Lima y presidente de la Comisión del IV Centenario de la ciudad, en 1935.
En 1936, durante el segundo gobierno del mariscal Óscar R. Benavides, fue convocado para asumir el despacho de Justicia y Culto en el gabinete presidido por el coronel Ernesto Montagne Markholz, en consideración a su calidad de distinguido jurista. Por ausencia del canciller Alberto Ulloa Sotomayor se encargó del despacho de Relaciones Exteriores de mayo a junio de 1936. A raíz del conflicto político derivado de la anulación de las elecciones generales de 1936, debió renunciar junto con otros ministros civiles para dar pase a un gabinete puramente militar.
En 1937 asumió nuevamente el ministerio de Justicia y Culto. Ese mismo año asumió accidentalmente el ministerio de Relaciones Exteriores por ausencia del canciller Carlos Concha Cárdenas. Fue miembro de la delegación peruana que participó en la VIII Conferencia Internacional Americana realizada en Lima, en diciembre de 1938.
El 20 de marzo de 1939 asumió el despacho de Gobierno y Policía, pues el titular de este ministerio, el general Antonio Rodríguez Ramírez, murió ametrallado al intentar dar un golpe de Estado en el Palacio de Gobierno. El ministerio de Justicia quedó a cargo del ministro de Salud, Guillermo Almenara Irigoyen.
Diómedes Arias Schreiber, ratificado en su cargo ministerial, fue el último ministro de Gobierno del régimen de Benavides, convertido en una dictadura castrense.
En 1940, el primer gobierno de Manuel Prado Ugarteche, en plena Segunda Guerra Mundial, lo nombró ministro plenipotenciario en Italia. Al año siguiente (1941), fue nombrado embajador ante la Santa Sede, puesto que ocupó hasta 1945 y nuevamente de 1950 a 1955.
Representó al Perú, con el título de Embajador Extraordinario, en las conferencias Interamericanas celebradas en Buenos Aires, Lima y Caracas.
Fue miembro de la Comisión Consultiva del Ministerio de Relaciones Exteriores, presidente de la Comisión de Reforma del Código de Procedimientos Civiles y de la Comisión Revisora del Anteproyecto del Código Civil del Perú.
Falleció en la mañana del 11 de abril de 1959 a los 70 años, víctima de un ataque cerebral en distrito limeño de Miraflores. Estuvo casado con Doña Delia Rosa del Busto Maza (1895-1963).